# 九十九橋
九十九橋（つくもばし）は、福井県福井市の足羽川下流部に架かる、福井県道6号福井四ヶ浦線上にある橋。現在の橋は1986年（昭和61年）に架け替えられたもの。福井市ではこの橋（あるいは足羽川）を境に橋北（きょうほく）、橋南（きょうなん）と分けられることもある。

## 現在の九十九橋
- 開通：1986年（昭和61年）5月10日
- 形式：4径間連続鋼床版桁
- 活荷重：橋格一等橋（TL-20）[1]
- 右岸（北詰）：福井県福井市中央3丁目、福井県福井市照手1丁目
- 左岸（南詰）：福井県福井市つくも1丁目、福井県福井市つくも2丁目
- 延長：[1]
  - 九十九橋：143.9m
  - つくも側取付道路：114.3m
  - 中央・照手側取付道路：61.8m
- 幅員：[1]
  - 九十九橋：26.0m
  - つくも側取付道路：20.0m
  - 中央・照手側取付道路：31.5m
- 車線数：4車線（北端部は北行に右折車線が増え計5車線）
- 路線名：都市計画道路3.4.27嶺北縦貫線[1]

## 歴史

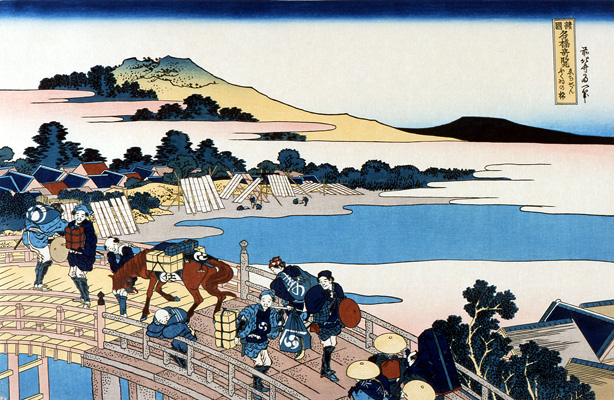
葛飾北斎・画『諸国名橋奇覧 ゑちぜんふくゐの橋』

### 明治以前
戦国期以来、福井城下の足羽川に唯一架かる橋であった。1491年（延徳3年）、冷泉為広の越後下向日記には「石バ、百八間ノ橋アリ」とあり、また、水落神明社には1568年（永禄11年）に朝倉氏奉行人が発給した橋修理の文書が存在する。その後、柴田勝家の普請により、北半分が木造、南半分が石造の橋となる。江戸時代には半石半木の橋として有名になり、和漢三才図会、東遊記、葛飾北斎の諸国名橋奇覧に記載されている。また、橋番付では「福井掛合橋」として東関脇に位置付けられている。
北国街道の一部であり、南詰には小石原門が、北詰には照手門、木戸、高札場、常夜灯があった。

#### 半石半木の構造
当時、足羽川は河川敷の北側を流れ、南側には桃林が広がっていた。流れがある北側の47間（約85 m）が木造、南側の41間（約75 m）が石造であった。橋脚は木造部に14基、石造部に31基あり、径間長は木造が石造の約2.5倍ある。
半石半木の構造になったのは、以下の何れかの経緯によるものと言われている。
防衛面での説
福井の城下町に近い北側を壊し易い木造にすることで、敵の侵入をしづらくするため。
土木技術面での説
当時、足羽川は河川敷の北側を流れていたため、石造にすると橋脚の数が多くなり、川の流れを妨げる虞があった。そこで、橋脚の数を減らすべく、木造にした。
水運の便での説
上記のように石造では径間が狭くなるため、舟が通れるように径間を広くとれる構造にした。
経済面での説
洪水が発生した場合、全てが石造であると全壊するおそれがある。そこで水勢の強い北側を木造にすることで、木造部分だけが流されて石造部は無事に残る。半分の木造だけであれば再建が容易である。また、東遊記には「石の所は千載不朽なれば、唯木の所半分の手間にて済む事なれば、別して心やすかるべし。」とある。
石造部の素材には足羽山で採掘された笏谷石が使用された。石材を運ぶには労力を要するので、足羽山から近い南側を石造にしたとする説もある。
なお、長さが88間（約160 m）であったことから米橋とも呼ばれていた。

### 明治以降
1874年（明治7年）に半石半木としての最後の架け替えがあり、1909年（明治42年）7月18日5径間木製アーチのボウストリングトラス橋に架け替えられた。トラス橋への架け替えの際に、橋桁の一部を用いて福井県里程元標を作成し北詰に設置した。里程元標は後に柴田勝家の菩提寺である西光寺に移される。元の位置には復元された里程元標が建てられている。石橋の橋脚は、福井市立郷土歴史博物館と柴田神社に残されている。また、柴田神社に再現された半石半木の九十九橋の高欄には、当時の石材がそのまま使用されている。
1933年（昭和8年）9月19日に10径間鉄筋コンクリート桁橋になり、1986年（昭和61年）5月10日に現在の橋となる。橋上の歩道には、屋根付きでバルコニー型に張り出した休憩所が、上流側、下流側それぞれに3箇所ずつある。右岸では、橋詰下流側に復元された福井県里程原標、アプローチ途中西側の郵便局付近に「九十九橋の歴史」碑、アプローチ下の九十九橋北交差点南東角に「九十九『長寿』橋」という看板が建っている。

## 周辺
- 足羽川桜並木
- 桜橋 - 上流側に隣接する橋
- 福井県道・石川県道5号福井加賀線 - 右岸アプローチ下を経由している道路
- 足羽山
- 橘曙覧（たちばなのあけみ）記念文学館